# Mè tương
Mè tương hay sang máu hoa dài (danh pháp khoa học: Horsfieldia longiflora) là một loài thực vật thuộc họ Myristicaceae. Đây là loài đặc hữu của Việt Nam.